# Corticaria crenulata
Corticaria crenulata is een keversoort uit de familie schimmelkevers (Latridiidae). De wetenschappelijke naam van de soort werd in 1827 gepubliceerd door Leonard Gyllenhaal.